# Agneta Pleijel
Agneta Pleijel, née le 26 février 1940  à Stockholm, est une écrivaine et journaliste suédoise.

## Biographie
Elle obtient le prix Dobloug en 1991.

## Œuvres traduites en français
- Les Guetteurs de vent [«  Vindspejare »], trad. d’Anna Gibson, Paris, Éditions Flammarion, 1994, 320 p.  (ISBN 2-08-066807-2)
- Fungi. Un roman sur l’amour [« Fungi : en roman om Kärleken »], trad. d’Anna Gibson, Paris, Éditions Flammarion, 1997, 381 p.  (ISBN 2-08-067349-1)
- Un hiver à Stockholm [« En vinter i Stockholm »], trad. d’Anna Gibson, Paris, Éditions Denoël, coll. « Denoël & d'ailleurs », 2000, 199 p.  (ISBN 2-207-24882-8)

## Distinctions
- médaille Litteris et Artibus ;
- prix Dobloug.